# Căpitănia portului Antwerpen
Căpitănia portului (în neerlandeză Het Havenhuis) este o clădire situată în zona Eilandje din cartierul Dam al orașului Antwerpen din Belgia. Clădirea a fost proiectată de arhitecta anglo-irakiană Zaha Hadid. Edificiul adăpostește diverse departamente ale Companiei Portuare Antwerpen.

## Descriere
Noua clădire a căpităniei portului Antwerpen, o îmbinare între o veche construcție, proiectată în 1922 de arhitectul Emiel Van Averbeke și adăpostind o cazarmă de pompieri, și o clădire complet nouă, construită deasupra și în jurul celei vechi, este situată pe strada Siberiastraat (sau Cheiul 63), în partea de nord a docului Kattendijk. În fața clădirii a fost amenajată o piațetă, intitulată „Zaha Hadidplein” în onoarea arhitectei, iar adresa căpităniei este Zaha Hadidplein nr. 1. Noul sediu înlocuiește vechea căpitănie a portului situată pe Cheiul Entrepot nr. 1 și este, începând din septembrie 2016, locul de muncă al circa 500 de angajați.
Clădirea seamănă ca formă cu coca unei corăbii poziționată către docul Kattendijk, însă învelișul imită fațetele unui diamant. Astfel, edificiul îmbină tradițiile de mare port al Antwerpenului și de principală piață de diamante. Corpul superior al clădirii, suspendat deasupra fostei cazărmi, se sprijină pe trei piloni de beton în interiorul cărora sunt instalate lifturile și scările. Al patrulea pilon, cel exterior, adăpostește un lift panoramic. Pereții exteriori ai vechii cazarme au fost renovați, dar nu au fost modificați.
Oficialul Marc Van Peel din cadrul căpităniei a indicat că edificiul permite accesul publicului după orele de program ale angajaților și la sfârșit de săptămână. Vizitatorii pot urca pentru o vedere panoramică în clădirea nouă situată deasupra fostei cazărmi și pot afla informații privind activitățile portului Antwerpen.

## Date tehnice
Conform paginii oficiale a Portului Antwerpen:
| Suprafața parcării subterane | 8.000 m²  |
| Suprafața clădirii existente | 9.000 m²  |
| Suprafața clădirii noi       | 6.400 m²  |
| Suprafața exterioară totală  | 12.000 m² |
| Masa atriumului              | 102 t     |
| Masa celor 4 coloane         | 205 t     |
| Cantitatea de oțel folosită  | 1.500 t   |

De două ori pe an se execută curățarea întregii fațade din sticlă. Pentru aceasta se folosește doar apă de ploaie reciclată. Întreaga operațiune costă 25.000 de euro.